# Aniceto (película)
Aniceto es una película argentina dramática-musical de 2008 dirigida por Leonardo Favio y protagonizada por Hernán Piquín, Natalia Pelayo y Alejandra Baldoni. El guion fue escrito por Favio, en colaboración con Rodolfo Mórtola y Verónica Muriel, y basado en el cuento El cenizo, de Jorge Zuhair Jury. Fue estrenada el 12 de junio de 2008. 
El filme es la segunda versión de la película Este es el romance del Aniceto y la Francisca, de cómo quedó trunco, comenzó la tristeza y unas pocas cosas más..., realizada por Favio en 1967 (y conocida popularmente como El romance del Aniceto y la Francisca), y que también estaba basada en el cuento de Zuhair Jury. En esta oportunidad la historia es narrada a través de escenas de ballet y tango. Colaboraron en la coreografía Margarita Fernández y Laura Roatta.
Fue la última película de Favio antes de su muerte.

## Sinopsis
Es la historia de una seducción y enamoramiento entre dos personas de pueblo: el Aniceto (Piquín) y la Francisca (Pelayo), una chica "decente" y dulce, "la santita" del Aniceto. Pero el Aniceto también seduce a la Lucía (Baldoni), apasionada, sexual, "la putita" del Aniceto. Las dos mujeres se enfrentarán como en una riña de gallos (el Aniceto es gallero). Cuando el romance se rompe, el Aniceto comienza a darse cuenta de lo que perdió.

## Reparto
- Hernán Piquín ... El Aniceto
- Natalia Pelayo ... La Francisca
- Alejandra Baldoni ... La Lucía
- Jorge Torres ... Gallero
- Luis Mazzeo ... Mozo
- Matías García ... Niño
- Floria Bloise ... Patrona (Voz en off)
- Marcelo Guaita ... Locutor auto
- Leonardo Favio ... Narración

## Recepción
Aniceto fue recibida por la crítica cinematográfica con críticas positivas en general.
Adolfo C. Martínez opinó sobre el filme en La Nación :

” su esfuerzo (de Favio) queda plasmado a través de su enorme sensibilidad e inteligencia … en una historia en la que la música, la danza y la escenografía sirven de marco a esa trama en la que los reñideros, el bar y el baile del pueblo son el eje en torno al cual gira el universo de Aniceto, dueño de un gallo de riña que es su orgullo y la envidia de los demás galleros…Favio transformó en enorme belleza visual ese simple entramado.. desde la bellísima música de Iván Wyszogrod hasta la impecable coreografía de Margarita Fernández y Laura Roatta, pasando por la inestimable colaboración artística de Rodolfo Mórtola y la atractiva escenografía de Roberto Samuelle y Aldo Guglielone, la película se convierte en una fiesta para la vista y el oído… Hernán Piquín, Natalia Pelayo y Alejandra Baldoni… prestaron su enorme sensibilidad para sus respectivos personajes y su gran elocuencia en cada uno de los cuadros que integran el ballet, en los que deben demostrar su fuerza expresiva…. Aniceto es…una producción atípica en nuestra cinematografía… quedará como una fiesta para aquel público dispuesto a dejarse atrapar por la magia de ese ballet que transita entre la tragedia y el dolor en un escenario arrabalero con personajes que hacen de sus elásticos movimientos el motivo de sus destinos.”

Diego Lerer por su parte escribió en Clarín:

” Es …un error considerarlo un ballet filmado. Cada vez que puede, Favio vuelve a narrar como lo hacía en los viejos tiempos: con silencios largos, miradas cargadas de tensión, espacio entre los personajes y los objetos. Un minimalismo que hace del trío un arquetipo de las relaciones malogradas, de la tensión siempre existente entre la idea de "el hogar" y de "la aventura"…. Favio ha elegido reconstruir ese mundo en estudios, con una luz y unos decorados que dejan en evidencia su artificialidad….
el realizador elige con inteligencia respetar los tiempos y el movimiento de los bailarines, como lo hacía muchas veces con los boxeadores en Gatica, el Mono….El filme tiene algunos momentos débiles -el ir y venir del ballet al drama a veces descoloca- y la comparación con la original un poco la desfavorece. Pero son tantos los momentos de belleza cinematográfica que Favio ofrece (los primeros cinco minutos son para atesorar), tanta su sensibilidad para narrar la espera (su mundo es tiempo y silencio), tanta su compenetración con la tragedia de sus personajes (sus emociones los desbordan, y son sus ojos y sus cuerpos los que las expresan) que Aniceto logrará ubicarse en un lugar especial en su cine.”

## Premios

### Premios Surde 2008
- Mejor Actor Revelación: Hernán Piquín
- Mejor Guion Adaptado: Leonardo Favio, Rodolfo Mórtola y Verónica Muriel
- Mejor Fotografía: Alejandro Giuliani
- Mejor Dirección de Arte: Andrés Echeveste
- Mejor Diseño de Vestuario: Mónica Toschi
- Mejor Música Original: Iván Wyszograd
- Mejor Sonido: Iván Wyszograd
- Mejor Maquillaje y caracterización: Marisa Amenta

### Premio Cóndor de Plata
- Mejor Película
- Mejor Director
- Mejor Actor Revelación: Hernán Piquín
- Mejor Guion Adaptado: Leonardo Favio, Rodolfo Mórtola y Verónica Muriel
- Mejor Fotografía: Alejandro Giuliani
- Mejor Montaje: Paola Amor
- Mejor Dirección de Arte: Andrés Echeveste
- Mejor Música Original: Iván Wyszograd
- Mejor Sonido: Iván Wyszograd